# Centaurea pinnata
Centaurea pinnata là một loài thực vật có hoa trong họ Cúc. Loài này được Pau ex Vicioso mô tả khoa học đầu tiên năm 1906.